# Coralie Boudreault
 (avril 2020).
Coralie Boudreault née le 6 septembre 2003, est championne nationale canadienne de vol en simulateur de chute libre, appelé également indoor skydiving, dans deux disciplines artistiques : le freestyle et le vol dynamique à deux (D2W).

## Biographie
Coralie Boudreault fait son baptême de vol en chute libre indoor en 2014. Ses deux parents sont parachutistes et initient dès que possible leur fille à leur passion. Elle commence l'entrainement pour la compétition en 2015.
De 2015 à 2019, elle remporte neuf médailles d'or dans plusieurs disciplines de vol indoor. Elle est championne nationale de freestyle et championne nationale de vol dynamique à deux. Sa meilleure performance est l'obtention de la médaille de bronze lors d'une coupe du monde à Bahreïn en 2018 .
Elle commence l'année 2020 par son premier stage de freestyle mais dans le ciel cette fois.

## Palmarès
- 2015 : 1re en FS2 au Global kids Challenge
- 2016 : médaille d'or en VFS rookie aux championnats canadien
- 2016 :  médaille d'or en freestyle junior 1re en junior Freestyle advanced au Global kids Challenge
- 2017 : 5e place mondiale en junior au championnat du monde de freestyle
- 2017 : 1re en junior jreestyle advanced au Global kids Challenge
- 2018 : médaille de bronze en freestyle aux Windgames « Un-official world cup »
- 2018 : championnats canadien
  - médaille d'or en freestyle
  - médaille de bronze en vol dynamique à 2 (D2W)[2]
- 2018 :  médaille de bronze en coupe du monde de freestyle (WCIS) à Bahreïn[3]
- 2019 : championnats canadien
  - médaille d'or en vol dynamique à 2 (D2W)
  - médaille d'argent en vol dynamique à 4 (D4W)
  - médaille d'argent en freestyle[4]
- 2019 : 7e place mondiale